# Billie Piper
Billie Piper (Swindon, Wiltshire, 22 september 1982) is een Engelse actrice, tot 2003 zangeres (in het begin bekend als Billie). Ze is als actrice onder andere bekend door haar rol in de BBC-serie Doctor Who, waarin ze de rol van Rose Tyler speelt, die met de Doctor (gespeeld door Christopher Eccleston en David Tennant) meereist, en de serie Penny Dreadful, waarin ze de rol van Brona Croft vertolkt.

## Biografie

### Vroege jaren
Piper werd geboren in Swindon, Wiltshire. Haar ouders hadden haar eerst Lianne genoemd, maar drie weken na haar geboorte veranderden ze haar naam in Billie. Piper heeft een jongere broer, en twee jongere zussen. Ze groeide op in Nine Elms, Swindon. Ze doorliep de Brookfield Primary School in Shaw, Swindon en vervolgens de middelbare school, Bradon Forest Secondary School. Ze studeerde aan de Sylvia Young Theatre School.

### Carrière
Ze begon haar televisiecarrière als tiener in het televisieprogramma Scratchy and Co. Later volgde een reclame voor het blad Smash Hits. Op haar vijftiende kreeg ze haar eerste platencontract. In 1998 was ze de jongste artiest ooit die op nummer 1 binnenkwam in de Britse Top 40, met het nummer Because We Want To. De volgende single belandde ook meteen op nummer 1, Girlfriend. Daarna volgden een aantal grote hitsingles en twee succesvolle albums. Ze was buiten Groot-Brittannië en Ierland ook succesvol in Australië, Nieuw-Zeeland, Zweden en later ook Zwitserland.
In 2003 besloot ze met zingen te stoppen. Ze ging in Los Angeles acteerlessen volgen en in de loop van het jaar was ze te zien als actrice in de serie The Canterbury Tales. Daarna volgde een aantal andere series en films. In 2005 kreeg ze een belangrijke rol in Doctor Who, ze speelde samen met zowel de negende Doctor, Christopher Eccleston, als de tiende Doctor, David Tennant.
Eind 2007 speelde Piper de hoofdrol in de televisieserie Secret Diary of a Call Girl. De serie was een groot succes mede dankzij de intensieve promotiecampagne die voorafging aan de serie waarin uitgebreid gebruik werd gemaakt van Pipers sterrenstatus. De serie werd uiteindelijk de best bekeken dramaserie op ITV2, de zender die de serie uitzond, ooit.
In 2005 verscheen Piper opnieuw in de rol van Rose Tyler in Doctor Who. In 2013 keerde ze terug naar Doctor Who voor de 50-jaarspecial The Day of the Doctor. In deze aflevering speelde ze The Moment die de vorm had aangenomen van Rose Tyler.

### Privéleven
Op 6 mei 2001 trouwde Piper met een Britse radio-dj in Las Vegas. In 2004 gingen ze uit elkaar. Ze scheidden officieel in mei 2007.
Piper trouwde op 31 december 2007 met de acteur Laurence Fox, de zoon van acteur James Fox. Ze ontmoetten elkaar in 2006 toen ze beiden in het toneelstuk Treats speelden. Ze woonden in Easebourne, Midhurst in het Engelse West Sussex. Piper en Fox hebben samen twee zoons. In mei 2016 scheidde het paar.

## Filmografie

### Film
- 1996: Evita, als handtekeningmeisje
- 1996: The Leading Man, als meisje
- 2004: The Calcium Kid, als Angel
- 2005: Things to Do Before You're 30, als Vicky
- 2005: Spirit Trap, als Jenny
- 2010: Animals United, als Bonnie (stemrol)
- 2010: The Raven, als Raven
- 2016: City of Tiny Lights, als Shelley
- 2017: Beast, als Grace
- 2018: Two for Joy, als Lilah
- 2019: Rare Beasts, als Mandy
- 2019: Eternal Beauty, als Nicola
- 2022: Catherine Called Birdy, als mevrouw Aislinn
- 2024: Scoop, als Sam McAlister

### Televisie
- 2003: The Canterbury Tales, als ALison Crosby
- 2004: Bella and the Boys, als Bella
- 2005: ShakespeaRe-Told, als Hero
- 2005-2006, 2008, 2010: Doctor Who, als Rose Tyler
- 2006: The Ruby in the Smoke, als Sally Lockhart
- 2007: Mansfield Park, als Fanny Price
- 2007: The Shadow in the North, als Sally Lockhart
- 2007-2011: Secret Diary of a Call Girl, als Hannah Baxter
- 2010: A Passionate Woman, als Betty
- 2012: True Love, als Holly
- 2013: Doctor Who, als 'The Moment'
- 2014: Playhouse Present, als Badger
- 2014-2016: Penny Dreadful, als Brona Croft / Lily Frankenstein
- 2018: Collateral, Karen Mars
- 2020-2022: I Hate Suzie, als Suzie Pickles
- 2024: Kaos, als Cassandra
- 2025: Doctor Who
- 2025: Wednesday, als Isadora Capri